# Opocapsis
Opocapsis is een vliegengeslacht uit de familie van de roofvliegen (Asilidae).

## Soorten
- O. declarata (Walker, 1858)
- O. dioctrioides (Walker, 1858)